# Giravanz Kitakyushu
Il Giravanz Kitakyushu (ギラヴァンツ北九州?, Giravantsu Kitakyūshū) è una società calcistica giapponese con sede nella città di Kitakyūshū. Milita nella J3 League, la terza divisione del campionato giapponese.

## Storia
Il club venne fondato nel 1947 come squadra dell'industria Mitsubishi Chemical's Kurosaki. Ha trascorso gran parte della sua storia nelle leghe minori nipponiche, poiché la città di Kitakyushu era già rappresentata nella Japan Soccer League dallo Yawata Steel F.C. Lo Yawata era stato uno dei membri fondatori della JSL nel 1965, e nel 1970 era stato ribattezzato con il nome di New Nippon Steel F.C. a seguito della fusione con il club del Fuji Steel. A partire dal 1982, il New Nippon Steel ha iniziato un lento declino che lo ha portato oggi a militare nelle leghe inferiori del calcio giapponese.
Nel 2001, il Mitsubishi Chemical Kurosaki F.C. cambiò il proprio nome in New Wave Kitakyushu F.C. Nel 2007 il New Wave ottenne il secondo posto nella All Japan Regional Football Promotion League Series, conquistando così la promozione nella JFL per la stagione 2008.
Il 1º aprile 2009 il club rese noto di voler cambiare nuovamente nome perché "New Wave" era già un marchio registrato. Così, il 2 ottobre 2009 il club ha annunciato che il nuovo nome della squadra sarebbe stato Giravanz Kitakyushu; il termine "Giravanz" deriva dalla fusione di due parole italiane: "girasole" e "avanzare".
Il 23 novembre 2009, dopo la vittoria per 2-1 sul campo dell'Arte Takasaki, il Kitakyushu si è assicurato uno dei primi quattro posti nella JFL del 2009: questo risultato ha aperto per il Giravanz le porte della J. League Division 2 nella stagione 2010.

## Palmarès

### Competizioni nazionali
- J3 League: 1

2019

### Altri piazzamenti
- Japan Football League:

Promozione: 2009

## Organico

### Rosa 2024
Rosa e numerazione aggiornate al 9 gennaio 2024.
| N. |                     | Ruolo | Calciatore      |
| -- | ------------------- | ----- | --------------- |
| 1  | Giappone (bandiera) | P     | Gō Itō          |
| 3  | Giappone (bandiera) | D     | Shinnosuke Itō  |
| 4  | Giappone (bandiera) | D     | Kōki Hasegawa   |
| 5  | Giappone (bandiera) | D     | Takeaki Hommura |
| 7  | Giappone (bandiera) | C     | Ryūki Hirahara  |
| 8  | Giappone (bandiera) | C     | Takumi Wakaya   |
| 9  | Giappone (bandiera) | A     | Shun Hirayama   |
| 10 | Giappone (bandiera) | A     | Ryō Nagai       |
| 11 | Giappone (bandiera) | C     | Kōhei Kiyama    |
| 13 | Giappone (bandiera) | D     | Kōta Kudō       |
| 14 | Giappone (bandiera) | C     | Haruki Izawa    |
| 15 | Giappone (bandiera) | C     | Riku Kobayashi  |
| 17 | Giappone (bandiera) | C     | Rimpei Okano    |
| 18 | Giappone (bandiera) | A     | Sōta Watanabe   |
| 19 | Giappone (bandiera) | C     | Bunta Ino       |

| N. |                          | Ruolo | Calciatore       |
| -- | ------------------------ | ----- | ---------------- |
| 20 | Giappone (bandiera)      | C     | Asahi Yada       |
| 21 | Giappone (bandiera)      | C     | Taku Ushinohama  |
| 22 | Giappone (bandiera)      | D     | Kaoru Yamawaki   |
| 23 | Giappone (bandiera)      | D     | Kakeru Sakamoto  |
| 24 | Giappone (bandiera)      | D     | Hiroki Maeda     |
| 25 | Giappone (bandiera)      | A     | Raiki Tsubogō    |
| 27 | Giappone (bandiera)      | P     | Yūya Tanaka      |
| 29 | Corea del Sud (bandiera) | A     | Koh Seung-jin    |
| 30 | Giappone (bandiera)      | C     | Ryūta Takahashi  |
| 31 | Giappone (bandiera)      | P     | Kōki Ōtani       |
| 33 | Giappone (bandiera)      | D     | Takaya Inui      |
| 34 | Giappone (bandiera)      | C     | Shōma Takayoshi  |
| 39 | Giappone (bandiera)      | P     | Rissei Taniguchi |
| 40 | Giappone (bandiera)      | C     | Ryūta Kanzawa    |
| 50 | Giappone (bandiera)      | D     | Kōji Sugiyama    |

### Staff tecnico
Staff tecnico aggiornato al 9 gennaio 2024.
- Kōhei Masumoto - Allenatore
- Norichika Kanemura - Viceallenatore
- Yūsuke Sudō - Assistente tecnico
- Shūto Yoshikawa - Preparatore portieri
- Gakuya Tatsuta - Preparatore fisico